# Maribo Ladegård
Maribo Ladegaard er en gammel Hovedgård, som nævnes første gang i 1359. Kaldt Maribo Ladegaard fra 1714 og er nu en avlsgård under Knuthenborg. Gården ligger i Maribo Domsogn, Musse Herred, Maribo Amt, Maribo Kommune.
Maribo Ladegaard er på 122 hektar

## Ejere af Maribo Ladegaard
- (1359-1360) Benedict Ahlefeldt
- (1360-1388) Benedict Ahlefeldt
- (1388-1396) Conrad Cort Moltke
- (1396-1408) Dronning Margrete
- (1408-1621) Maribo Kloster
- (1621-1665) Sorø Akademi
- (1665-1693) Kronen
- (1693-1694) Margrethe Wilders gift Werdelman
- (1694-1697) Eggert Christopher von Knuth
- (1697-1714) Søster Corneliusdatter Lerche gift von Knuth
- (1714-1736) Adam Christopher lensgreve Knuth
- (1736-1747) Ide Margrethe Reventlow gift Knuth
- (1747-1776) Eggert Christopher lensgreve Knuth
- (1776-1802) Johan Henrik lensgreve Knuth
- (1802-1818) Frederik lensgreve Knuth
- (1818-1856) Frederik Marcus lensgreve Knuth
- (1856-1876) Eggert Christopher lensgreve Knuth
- (1876-1888) Adam Wilhelm lensgreve Knuth
- (1888-1920) Eggert Christopher lensgreve Knuth
- (1920-1967) Frederik Marcus lensgreve Knuth
- (1967-1970) Frederik Marcus lensgreve Knuth / Adam Wilhelm Josef greve Knuth
- (1970-1997) Adam Wilhelm Josef lensgreve Knuth
- (1997-2001) Adam Wilhelm Josef lensgreve Knurh / Charlotte Birgitte Bille-Brahe-Selby lensgrevinde Knuth
- (2001-2006) Adam Wilhelm Josef lensgreve Knuth / Charlotte Birgitte Bille-Brahe-Selby lensgrevinde Knuth / Adam Christoffer greve Knuth
- (2006-) Adam Christoffer greve Knuth

## Ekstern henvisninger
- Knuthenborg Safari-Park
- Maribo Ladegaard - fra Dansk Center for Herregårdsforskning Arkiveret 11. februar 2017 hos  Wayback Machine